# Shahtoosh

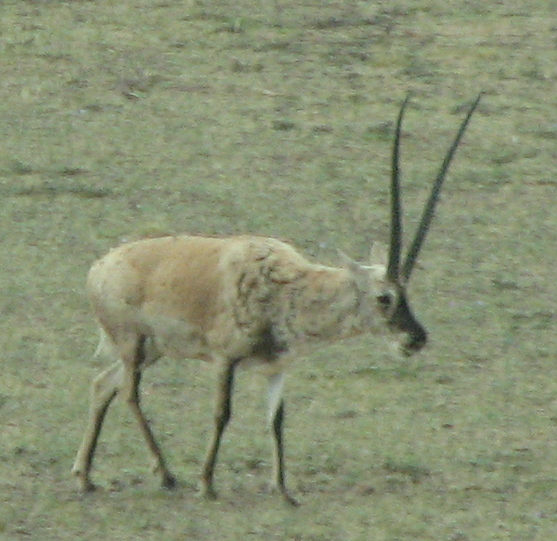
Shahtoosh wird von der Tibetantilope gewonnen

Shahtoosh (von persisch شاهتوش ‚König der Wollen‘), auch als Shatush oder im deutschsprachigen Bereich gelegentlich als Königswolle bezeichnet, ist eine Wolle, die aus dem Fell des Tschiru (Pantholops hodgsonii, auch Tibetantilope genannt) gewonnen wird. Ebenso werden Schals aus der Wolle des Tschirus als Shahtoosh bezeichnet. Shahtoosh ist die feinste tierische Wolle, gefolgt von Vikunjawolle.
Da die Tschirus als nicht domestizierte Wildtiere nicht geschoren werden können, werden sie dafür getötet. Aufgrund der starken Abnahme der Population der Tschirus um 90 % in der zweiten Hälfte des 20. Jahrhunderts waren sie bis 2016 international als stark gefährdete Art klassifiziert. Seit 2016 sind sie aufgrund von Artenschutzprogrammen und der teilweisen Erholung der Populationsgröße als ‚potenziell gefährdete‘ Art eingeteilt. Die Wolle wird meist zu luxuriösen Schals verarbeitet, obwohl die Produktion, der Verkauf und Erwerb von Shahtoosh seit 1979 nach CITES illegal sind. Auf dem Schwarzmarkt erlösen Shahtoosh-Schals Preise zwischen 5.000 und 20.000 Euro.

## Eigenschaften

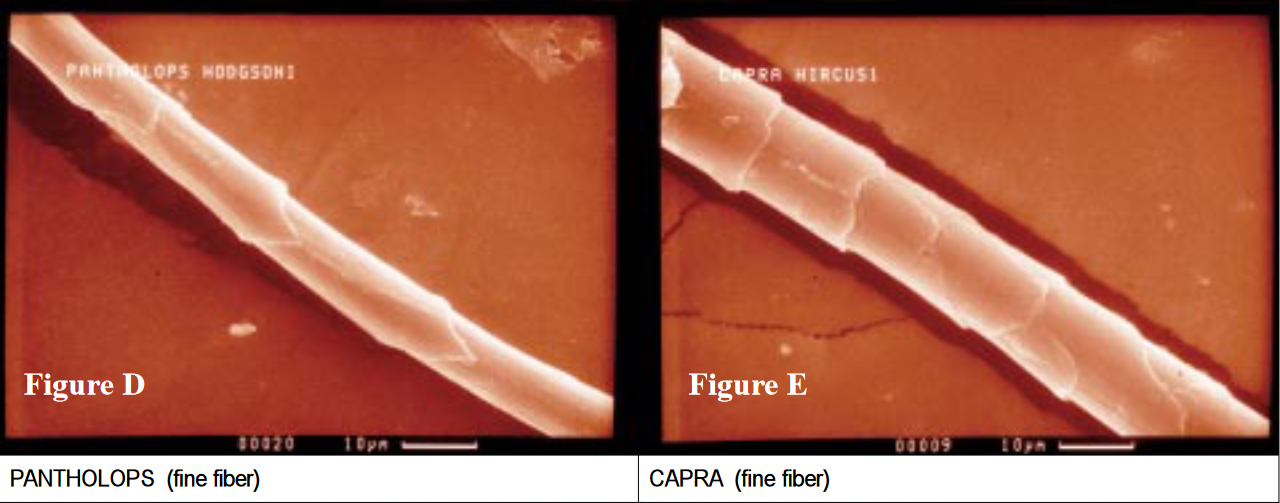
Shahtoosh-Wollhaar und Kaschmir-Wollhaar im Rasterelektronenmikroskop

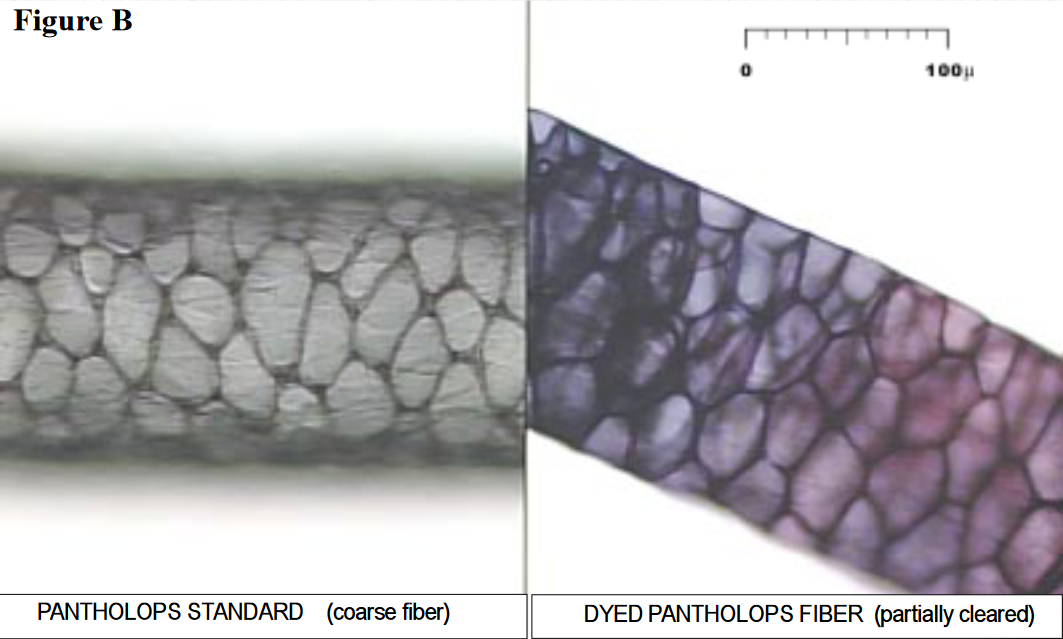
Shahtoosh-Deckhaar ungefärbt und gefärbt im Lichtmikroskop. Das Auftreten in Textilien ermöglicht eine eindeutige Identifikation

Der durchschnittliche Faserdurchmesser des Wollhaars beträgt 11,45 Mikrometer mit einer Standardabweichung von 1,78 Mikrometern und einem Variationskoeffizienten von 15,55 %, mit einer Spanne von 6,25 bis 16,25 Mikrometer. Aufgrund des geringen Faserdurchmessers ist das Wollhaar des Tschirus das feinste aller tierischen Haare. Das Wollhaar ist wellig und mosaikartig geschuppt mit einem Schuppenabstand von 5,3 Schuppen pro 100 Mikrometer. Die Schuppenbreite verjüngt sich in Richtung haaraufwärts bis zum nächsten Schuppenring. An der Schuppenkante ist das Haar dicker, wodurch der Faserdurchmesser über die Haarlänge ungleichmäßig ist. Die Haare des Tschirus sind beige bis grau, am Bauch weiß. Nur 12–14 % der Wollhaare sind weiß und teurer. Je heller die Haare, desto hellere Farbtöne können gefärbt werden.
Die Deckhaare werden durch Sortierung vom Wollhaar getrennt. Allerdings kann aufgrund der Feinheit und geringen Reißfestigkeit der Faser nur manuell und unvollständig sortiert werden, wodurch in Schals auch Deckhaare vorkommen. Aufgrund von winzigen Luftblasen im Haar zeigen die Deckhaare des Tschiru unter einem Lichtmikroskop ein Muster wie verlegte Steinplatten. Dadurch kann Shahtoosh von Produkten aus Kaschmirwolle unter einem Lichtmikroskop unterschieden werden, denn Deckhaare der Kaschmirwolle sehen dort aus wie dunkle Streifen mit hellen Rändern.

## Verwendung
Die unter Artenschutz stehenden, im Changtang-Gebiet, Xinjiang und Qinghai wild lebenden Tiere werden für die illegale Herstellung von Textilien getötet, um an das besonders feine wärmende Wollhaar des Unterfells zu gelangen. Für einen Schal wird die Wolle von drei bis fünf Tieren benötigt, da jedes Tschiru nur etwa 125–150 Gramm der rohen Wolle produziert. Deshalb sank die Population von etwa einer Million in den 1950er Jahren drastisch auf geschätzte 45.000 (Schätzung 1998) bzw. 75.000 (Schätzung 2000) und erholte sich aufgrund des Artenschutzes bis 2009 auf etwa 150.000 Tiere. Die Wolle wird vom tibetischen Changtang-Gebiet nach Kaschmir in Indien verbracht, wo sie in der Gegend um Srinagar zu Schals verarbeitet werden. Im Jahr 2003 wurde geschätzt, dass 14.293 Menschen direkt oder indirekt an der Herstellung von Shahtoosh-Schals beteiligt waren. Es gibt in Indien Bestrebungen, einige Tchirus zu domestizieren, um geschorenes Shahtoosh legal nutzen zu können.
Shahtoosh-Wolle wird gesponnen und gewebt, entweder in rechtwinkliger Leinwandbindung oder in rautenförmiger Leinwandbindung (genannt tschaschmi bulbul ‚Auge der Nachtigall‘, auch ‚Diamantbindung‘). Shahtoosh-Schals können aufgrund der geringen Faserdurchmesser durch einen Ring gezogen werden („Ring-Test“), wobei das auch für dünn gewebte Schals aus anderen Wollen gilt. Durch Beimischung von Pashmina kann Shahtoosh umfangreicher bestickt werden. Mischgewebe aus Shahtoosh und Pashmina werden nach den Anteilen unterschiedlich bezeichnet: Shurah Dani = 100 % Shahtoosh, Bah Dani = 75 % Schahtoosh und 25 % Pashmina, Aeth Dani = 50 % Shahtoosh (als Kette) und 50 % Pashmina (als Schuss). Schals für Frauen haben oftmals das Format 2 m × 1 m und wiegen circa 100 g, Schals für Männer sind oftmals 3 m × 1,5 m (genannt doshala).

## Strafverfolgung
Eine Untersuchung einer Wohltätigkeitsveranstaltung 1994 in New York durch den United States Fish and Wildlife Service führte zur Vorladung von Prominenten, welche Shahtoosh-Schals kauften, sowie zu den ersten Strafverfahren für den Verkauf dieses Stoffes in den USA. Im April 2000 verfolgten britische Behörden eine Handelsfirma aus London strafrechtlich wegen des illegalen Besitzes von 138 Schals. In den Jahren 2010 bis 2018 wurden in der Schweiz insgesamt 295 Schals konfisziert, entsprechend durchschnittlich 33 Schals pro Jahr. Trotz einiger erfolgreicher Festnahmen von illegalen Händlerringen kommt eine Vielzahl „Kleinkrimineller“ ungestraft davon, da meist behauptet wird, es handele sich um Pashmina oder ähnliche legale Stoffe. Eine eindeutige gerichtsverwertbare Klärung erhält man erst nach einer Laboruntersuchung (DNA-Test, Vermessung unter einem Lichtmikroskop oder einem Rasterelektronenmikroskop).